# ディアドコイ
ディアドコイ（Διάδοχοι）は、日本語で「後継者」を意味するギリシア語の言葉である。ディアドコイは複数形であり、単数形はディアドコス（Διάδοχος）である。歴史用語としては、マケドニア王アレクサンドロス3世（大王）の死後、その後継者となった部下たちのことを指す。ディオドコイと発音する場合もある。
アレクサンドロス3世が紀元前323年に急逝した後、残された帝国の版図を巡って彼らはディアドコイ戦争を起こした。紀元前301年にイプソスの戦いでその時最有力だったマケドニア王アンティゴノス1世が戦死し、その所領が他のディアドコイによって分割されると、大王の帝国の分裂は決定的となった。その後も彼らは戦いを繰り広げ、最終的にアレクサンドロスの帝国はプトレマイオス朝エジプト、セレウコス朝シリア、アンティゴノス朝マケドニアのヘレニズム三国に分裂した。

## 代表的な人物
- ペルディッカス
  - 臨終のアレクサンドロスによって印綬の指輪を渡され、後のアレクサンドロス4世の正式な後見人となり、帝国摂政として実質帝国のトップに君臨する。
- アンティパトロス
  - ピリッポス2世時代から遣えた将軍。トリパラディソスの軍会の際は摂政として会議を主導する。
- エウメネス
  - 都市国家カルディア出身の非マケドニア人将軍。帝国の掌握権をめぐってアンティゴノスらと争う。
- アンティゴノス
  - アレクサンドロス帝国の再統一を目指し、最強のディアドコイと評される。子孫がマケドニアにアンティゴノス朝を築く。
- プトレマイオス
  - アレクサンドロス3世の東征の際は側近護衛官として従軍する。後にエジプトのファラオとして即位する。
- セレウコス
  - アンティゴノスに対抗すべくリュシマコスらと連合する。シリア、バビロニア、アナトリア、イラン高原、バクトリアに跨るセレウコス朝を築く。
- リュシマコス
  - アレクサンドロス3世の死後、トラキア、小アジア、マケドニアに跨る地域を支配する。

## 関連記事
- エピゴノイ
- ディアドコイ戦争
- イプソスの戦い
- ペロポネソス戦争
- フィリッポス2世
- ダレイオス3世